# Щекаркув (Опольський повіт)
Щекаркув (пол. Szczekarków) — село в Польщі, у гміні Вількув Опольського повіту Люблінського воєводства.
Населення — 211 осіб (2011).
У 1975-1998 роках село належало до Люблінського воєводства.

## Демографія
Демографічна структура станом на 31 березня 2011 року:
|          | Загалом | Допрацездатний вік | Працездатний вік | Постпрацездатний вік |
| -------- | ------- | ------------------ | ---------------- | -------------------- |
| Чоловіки | 107     | 23                 | 73               | 11                   |
| Жінки    | 104     | 16                 | 62               | 26                   |
| Разом    | 211     | 39                 | 135              | 37                   |